# سروباش
سروباش (بالفارسية: سروباش) قرية صغيرة من قرى بلدة كوشكنار القابندية في محافظة هرمزغان تقع في جنوب إيران، تقع في الساحل الشرقي للخليج العربي (بر فارس) على بعد 3 كيلومترات شرق قرية الفوارس تبعد عن مدينة اعسلوه(عسلويه) 45 كيلومتر.

## حدود سروباش
من الشمال كوشنار، من الجنوب بندرتبن، من الغرب فوارس، ومن الشرق اغويرزه.

## السكان
عدد سكانها 120 نسمة في 35 عائلة، حسب تعداد السكان عام 2006م. وهم من أهل السنة والجماعة وعلى المذهب الشافعي. سكان هذه القرية من الأصول العربية ويتكلمون اللغتين العربية والفارسية، وفيها أربعة مساجد، وثلاثة مدارس، وعيادة صحية صغيرة، وروضة أطفال. وبئر ماء.

## الزراعة
في القرية مزارع وأشجار نخيل. ويعمل أهلها بالزراعة وتربية المواشي.